# David Andújar
David Andújar Jiménez (Torrejón de Ardoz, 21 agosto 1991) è un calciatore spagnolo, difensore del Ponferradina.

## Carriera
Ha giocato nella seconda divisione spagnola.

## Statistiche

### Presenze e reti nei club
Statistiche aggiornate al 1º novembre 2021.
| Stagione                | Squadra                 | Campionato              | Campionato | Campionato | Coppe nazionali | Coppe nazionali | Coppe nazionali | Coppe continentali | Coppe continentali | Coppe continentali | Altre coppe | Altre coppe | Altre coppe | Totale | Totale |
| Stagione                | Squadra                 | Comp                    | Pres       | Reti       | Comp            | Pres            | Reti            | Comp               | Pres               | Reti               | Comp        | Pres        | Reti        | Pres   | Reti   |
| ----------------------- | ----------------------- | ----------------------- | ---------- | ---------- | --------------- | --------------- | --------------- | ------------------ | ------------------ | ------------------ | ----------- | ----------- | ----------- | ------ | ------ |
| 2017-2018               | Rayo Majadahonda        | SDB                     | 38         | 3          | CR              | 1               | 0               |                    | -                  | -                  |             | -           | -           | 39     | 3      |
| 2018-2019               | Rayo Majadahonda        | SD                      | 14         | 1          | CR              | 0               | 0               |                    | -                  | -                  |             | -           | -           | 14     | 1      |
| Totale Rayo Majadahonda | Totale Rayo Majadahonda | Totale Rayo Majadahonda | 52         | 4          |                 | 1               | 0               |                    | -                  | -                  |             | -           | -           | 53     | 4      |
| 2019-2020               | FC Cartagena            | SDB                     | 26         | 2          | CR              | 2               | 0               |                    | -                  | -                  |             | -           | -           | 28     | 2      |
| 2020-2021               | FC Cartagena            | SD                      | 25         | 3          | CR              | 1               | 0               |                    | -                  | -                  |             | -           | -           | 26     | 3      |
| 2021-2022               | FC Cartagena            | SD                      | 11         | 0          | CR              | 0               | 0               |                    | -                  | -                  |             | -           | -           | 11     | 0      |
| Totale FC Cartagena     | Totale FC Cartagena     | Totale FC Cartagena     | 62         | 5          |                 | 3               | 0               |                    | -                  | -                  |             | -           | -           | 65     | 5      |
| Totale carriera         | Totale carriera         | Totale carriera         | 114        | 9          |                 | 4               | 0               |                    | -                  | -                  |             | -           | -           | 118    | 9      |